# Heinrich Baudisch
Heinrich Baudisch (geboren 14. April 1905 in Alt Harzdorf, Österreich-Ungarn; gestorben 24. September 1992 in München) war ein tschechoslowakisch-deutscher Maler und Grafiker. 

## Leben
Heinrich Baudisch studierte an der Kunstakademie Prag und wurde mit einem Rompreis gefördert. Von 1934 bis 1941 war er Lehrer an der Kunstgewerbeschule in Gablonz. Baudisch beantragte am 3. Januar 1939 die Aufnahme in die NSDAP und wurde rückwirkend zum 1. Dezember 1938 aufgenommen (Mitgliedsnummer 6.850.769). In der SS erreichte er den Rang eines Scharführers. Er amtierte als Kunstsachverständiger für die Gestapo beim NS-Kunstraub im 1938 vom Deutschen Reich annektierten Sudetenland und im Reichsprotektorat Böhmen und Mähren. 
Baudisch wurde 1947 in der Tschechoslowakei als Kriegsverbrecher angeklagt. Er konnte der Haft entkommen und lebte ab 1948 in München. Von 1953 bis 1955 studierte er nochmals Malerei an der Kunstakademie bei Ernst Geitlinger.